# Kadokawa Shoten
Pour les articles homonymes, voir Kadokawa.
Kadokawa Shoten (角川書店), anciennement Kadokawa Shoten Co., Ltd. (株式会社角川書店, Kabushiki gaisha Kadokawa Shoten) et Kadokawa Group Publishing (角川グループパブリッシング, Kadokawa Gurūpu Paburisshingu), est une marque de la maison d'édition japonaise Kadokawa Future Publishing depuis le 1er octobre 2013. Kadokawa Shoten était la société à la base de tout le groupe Kadokawa.
Situé à Chiyoda dans la préfecture de Tokyo, Kadokawa Shoten publie, outre des romans, de nombreux mangas, magazines de prépublication de mangas ou encore des magazines spécialisés sur le monde de l'animation japonaise. Depuis sa fondation, Kadokawa s'est développée dans le secteur multimédia, notamment dans les jeux vidéo (avec Kadokawa Games) et dans les films d'animation et live-action (avec Kadokawa Pictures).

## Historique

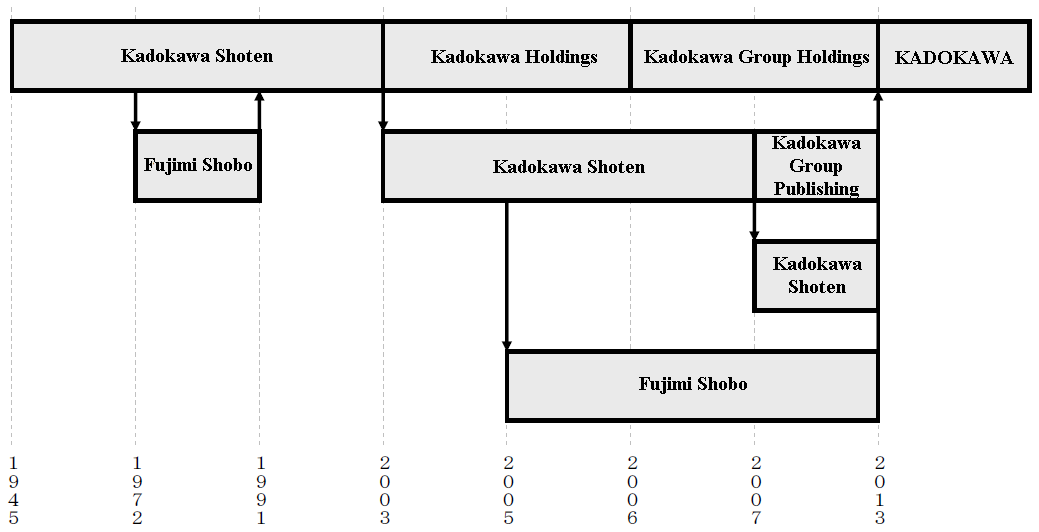
Frise chronologique de la société.

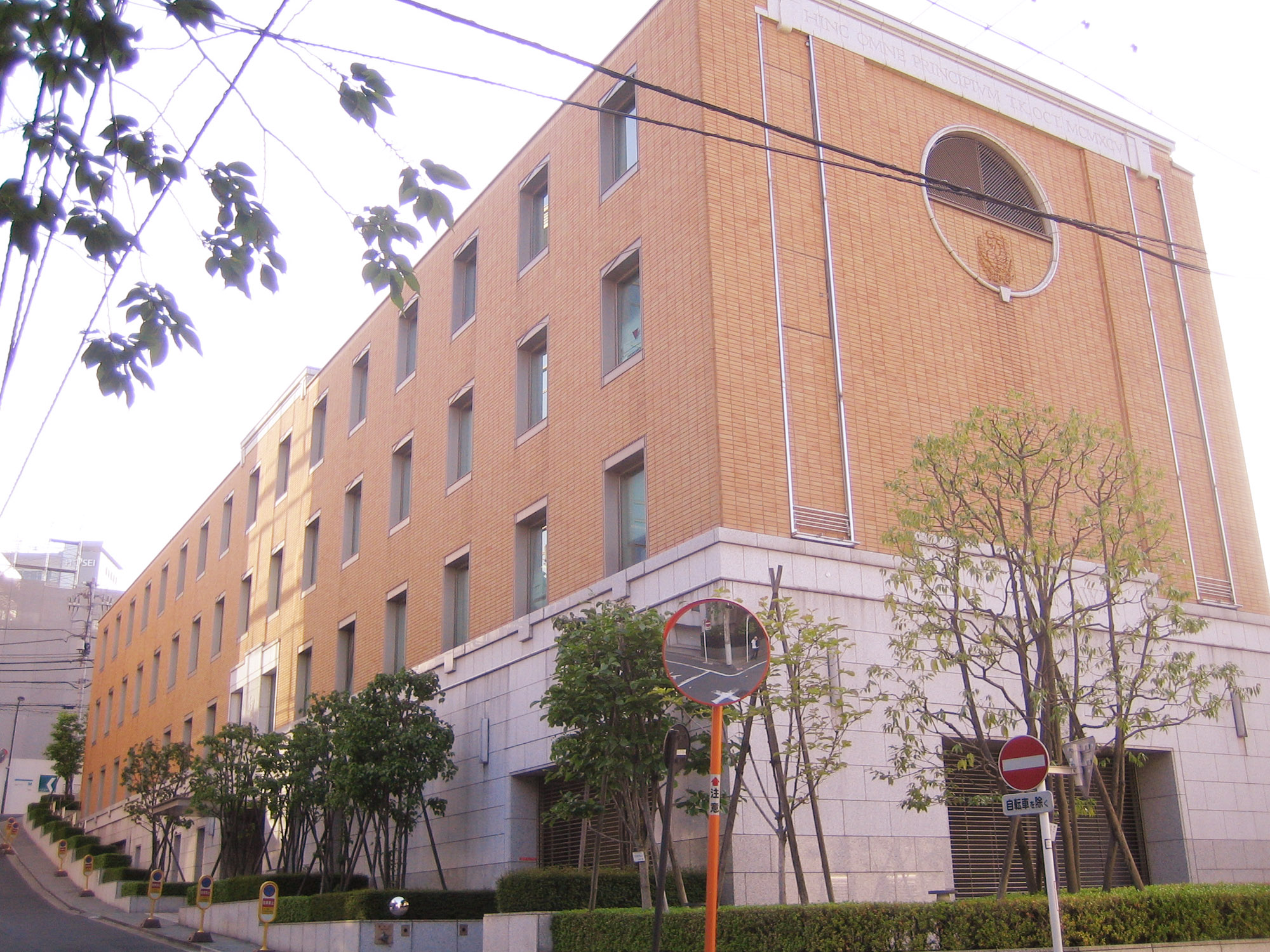
Le siège de Kadokawa Shoten dans le quartier de Chiyoda à Tokyo.

### Les débuts
Kadokawa Shoten est créée par le chercheur de littérature japonaise Genyoshi Kadokawa (ja) en 1945. Sa première publication est l'œuvre d'anthologie de waka de Satarō Satō (ja), Kashu Hodo (歩道). Le label Kadokawa Bunko (ja) est lancé en 1949.
En 1952, elle s'est établie comme maison d'édition d'œuvres littéraires avec le succès de Shōwa Bungaku Zenshu (昭和文学全集).
Le 2 avril 1954, l'entreprise s'est réorganisée en une kabushiki gaisha (société par actions) avec l'ouverture de son capital, menant à la création de Kadokawa Shoten Co., Ltd. (devenu aujourd'hui Kadokawa Future Publishing).
La filiale Fujimi Shobo a été créée en 1972 pour éditer et publier des manuels d'autoformation. 

### L'expansion de la société
En 1975, avec la mort de Genyoshi Kadokawa, son fils Haruki Kadokawa a pris la relève et est devenu le président de Kadokawa Shoten. La société se lance dans la production cinématographique l'année suivante. Kadokawa Shoten a réussi à développer sa stratégie de media mix (ja), consistant à adapter ses livres en films et à les promouvoir à grande échelle en utilisant des publicités télévisées, Kadokawa Eiga (ja) a ainsi fait sensation dans le monde du cinéma japonais. Après cela, Kadokawa s'est lancée dans la production de video package (cassette vidéo, vidéodisque, etc.) et les affaires de droits d'auteurs musicaux liées à la production de films.
À partir des années 1980, Kadokawa Shoten a commencé à planifier des magazines d'information tels que The Television (ja) et Tokyo Walker (ja), et au cours de la seconde moitié des années 1980, de nombreux magazines de prépublication de manga et magazines consacrés aux jeux vidéo ont été lancés.
Le label de light novel Kadokawa Sneaker Bunko (ja) a été lancé en 1988.
À la suite de différends sur la gestion du groupe avec son frère Haruki, Tsuguhiko Kadokawa (ja) fonde sa propre maison d'édition, MediaWorks, avec la majorité des employés de Kadokawa Media Office en 1992.
En 1991, Fujimi Shobo est absorbée par Kadokawa Shoten pour devenir une division de la société, néanmoins elle garde son nom sur ses activités, fonctionnant en tant qu'entreprise interne (ja).

### Restructuration et le morcelage de la2egénération
Le 1er avril 2003, la société est devenue une société holding avec un renommage en Kadokawa Holdings (actuel Kadokawa Future Publishing), une nouvelle entreprise Kadokawa Shoten, dite de 2e génération, a été créée.
Dans le cadre d'une restructuration commerciale, Kadokawa Shoten s'est séparée de plusieurs divisions au cours de son existence : la division divertissement qui était chargée de la production cinématographique a été transférée en janvier 2004 à une autre filiale du groupe, Kadokawa Daiei Pictures (redevenu Kadokawa Pictures) ; la division Fujimi a pris son indépendante en octobre 2005 comme la deuxième génération de Fujimi Shobo ; en avril 2006,  la division d'informations télévisuelles est devenue Kadokawa The Television tandis que la division Walker et la division publicitaire ont formé Kadokawa Crossmedia (ces deux sociétés ont fusionné avec Kadokawa Magazines).
En 2007, Kadokawa Shoten change de nom commercial pour Kadokawa Group Publishing et ses divisions restantes deviennent ses filiales : les divisions des livres, des anime et mangas, et du contenu culturel forment Kadokawa Shoten (dite de 3e génération), Kadokawa Magazines (ja) est créée à partir de la division des magazines, et la filiale cinématographique est devenue Kadokawa Herald Pictures (spontanément renommée en Kadokawa Pictures).

### La3egénérationet sous Kadokawa Corporation
Kadokawa Pictures a fusionné avec Kadokawa Shoten (3e génération) en janvier 2011, les activités cinématographiques et de vidéos lui sont transférés,. En avril 2013, Kadokawa Group Holdings a fusionné avec Kadokawa Group Publishing pour devenir une société holding commerciale. La société a été renommée Kadokawa Corporation le 22 juin 2013.
Le 1er octobre 2013, Kadokawa Shoten et huit autres filiales ont fusionné avec Kadokawa Corporation et sont devenues des brand companies en français : « entreprises de marque »,,.
À la suite du ralentissement du marché de l'édition plus rapide que prévu, Kadokawa Corporation a restructuré ses Brand companies internes en avril 2015, celles-ci ont été supprimées,. Kadokawa Shoten a disparu de l'organisation et n'est plus qu'aujourd'hui une des marques de livres littéraires de Kadokawa Future Publishing.

## Magazines édités par Kadokawa Shoten
- Ace Assault (エースアサルト, Ēsuasaruto?) (2007-2009)
- Altima ACE (2011-2012)
- Asuka CIEL => CIEL (1994-2016 en version papier, depuis 2016 continue en version numérique)
- CIEL TresTres (2002-2014)
- Comp-Ace (2005-)
- Comptiq (1983-)
- Emerald (2014-)
- Gundam Ace (2001-)
- Kerokero Ace (2007-2013)
- Monthly Ace Next (1999-2000)
- Monthly Asuka (1985-)
- Monthly Shōnen Ace (1994-)
- Newtype (1985-)
- The Sneaker (1993-2011, magazine pour les light novels)
- Young Ace (2009-)